# Kingston (Purbeck)
Pour les articles homonymes, voir Kingston.
Kingston est un village sur l'île de Purbeck dans le district de Purbeck dans le Dorset dans la région de l'Angleterre du Sud-Ouest, au Royaume-Uni.
Le village se situe à un mile de Corfe Castle.